# Full Confession
Full Confession is een Amerikaanse misdaadfilm uit 1939 onder regie van John Farrow. Destijds werd de film in Nederland uitgebracht onder de titel Een volledige bekentenis.

## Verhaal
Pat McGinnis pleegt een moord en gaat te biecht bij een katholieke priester. Vervolgens slaat hij met afschuw gade wat er gebeurt met Michael O'Keefe, die onterecht ter dood wordt veroordeeld. De priester worstelt met de vraag hoe hij O'Keefe kan helpen zonder het biechtgeheim te schenden.

## Rolverdeling
| Acteur            | Personage       |
| ----------------- | --------------- |
| Victor McLaglen   | Pat McGinnis    |
| Sally Eilers      | Molly Sullivan  |
| Joseph Calleia    | Pastoor Loma    |
| Barry Fitzgerald  | Michael O'Keefe |
| Elisabeth Risdon  | Norah O'Keefe   |
| Pamela Blake      | Laura Mahoney   |
| Malcolm McTaggart | Frank O'Keefe   |
| John Bleifer      | Weaver          |
| William Haade     | Moore           |
| George Humbert    | Mercantonio     |